# Želenice (ort i Tjeckien, Mellersta Böhmen)
Želenice är en ort i Tjeckien.   Den ligger i regionen Mellersta Böhmen, i den centrala delen av landet, 23 km nordväst om huvudstaden Prag. Želenice ligger 312 meter över havet och antalet invånare är 170.
Terrängen runt Želenice är lite kuperad.Runt Želenice är det ganska tätbefolkat, med 80 invånare per kvadratkilometer. Närmaste större samhälle är Kladno, 8,3 km sydväst om Želenice. Trakten runt Želenice består till största delen av jordbruksmark.